# Brunagersdys
Der Brunagersdys war eine megalithische Grabanlage der jungsteinzeitlichen Nordgruppe der Trichterbecherkultur im Kirchspiel Selsø in der dänischen Kommune Frederikssund. Er wurde 1871 zerstört.

## Lage
Das Grab lag östlich von Sønderby auf einem Feld. In der näheren Umgebung gibt bzw. gab es zahlreiche weitere megalithische Grabanlagen.

## Forschungsgeschichte
1871 wurde das Grab durch den damaligen Hofbesitzer zerstört. Im Jahr 1873 führten Mitarbeiter des Dänischen Nationalmuseums eine Dokumentation der Fundstelle durch. Zu dieser Zeit waren keine baulichen Überreste mehr auszumachen.

## Beschreibung

### Architektur
Die Anlage besaß eine ost-westlich orientierte längliche (rechteckige?) Hügelschüttung mit einer Länge von etwa einem Dutzend Ellen (ca. 7,5 m) und etwa der halben Breite (ca. 3,8 m). Der Hügel war von einer steinernen Umfassung umgeben. Der Hügel enthielt zwei Grabkammern, die beide als Urdolmen anzusprechen sind. Die erste Kammer lag am östlichen Ende des Hügels und bestand aus drei Wandsteinen und einem Deckstein. Am Westende des Hügels befand sich die zweite Kammer. Sie war ost-westlich orientiert und mannslang. Sie bestand aus vier Wandsteinen und einem Deckstein.

### Funde
Bei der Zerstörung des Grabes wurden Skelettreste und Keramik gefunden. Die Funde wurden nicht aufgehoben.